# パティシエ一覧
パティシエ一覧（パティシエいちらん）は、各国籍別パティシエおよびパティシエだった人物の一覧である。括弧内は主な所属。

## 日本
- 青木定治（パティスリー・サダハルアオキ・パリ）
- 安食雄二（sweets garden YUJI AJIKI）
- 氏家健治（ケンズカフェ東京）
- 柿沢安耶（ポタジエ マルシェ）
- 河田勝彦（オーボンヴュータン）
- 川村英樹（アテスウェイ）
- 小山進（パティシエ エス コヤマ）
- 杉野英実（HIDEMI SUGINO）
- 辻口博啓（モンサンクレール、ル ミュゼ ドゥ アッシュ KANAZAWA）
- 冨田大介 (パティシエ)（エーグルドゥース）
- 中島眞介（ホテルニューオータニ）
- 西原金蔵（オ・グルニエ・ドール）
- 林裕人
- 藤本智美（エチエンヌ）
- 村中昭文（ら・ふらんす）
- 山本隆夫（クラブハリエ）
- 横溝春雄（リリエンベルグ）
- 吉田菊次郎（ブールミッシュ）
- 吉田守秀（パティスリー・ナチュレ ナチュール、MORI YOSHIDA）
- 鎧塚俊彦（Toshi Yoroizuka）

## フランス
- ピエール・エルメ（ピエール・エルメ・パリ）
- ジル・マルシャル（ラ・メゾン・ド・ショコラ）
- アンドレ・ルコント（A.ルコント）
- オリヴィエ・バジャール - 国家最優秀職人章の称号を持つパティシエ

## シンガポール
- ジャニス・ウォン - アジア最優秀パティシエ

## ソビエト連邦
- イェヴドキヤ・アンドレーヴナ・オージナ（国営ボルシェビーク製菓工場）